# Tjerven breg
Tjerven breg (bulgariska: Червен брег) är ett distrikt i Bulgarien.   Det ligger i kommunen Obsjtina Dupnitsa och regionen Kjustendil, i den västra delen av landet, 50 km söder om huvudstaden Sofia.
I omgivningarna runt Tjerven breg växer i huvudsak blandskog. Runt Tjerven breg är det ganska tätbefolkat, med 116 invånare per kvadratkilometer.